# Santurdejo
Santurdejo è un comune spagnolo di 178 abitanti situato nella comunità autonoma di La Rioja.